# Philharmostes grebennikovi
Philharmostes grebennikovi là một loài bọ cánh cứng trong họ Hybosoridae. Loài này được Ballerio miêu tả khoa học năm 2004.